# ナショナル・ボード・オブ・レビュー
ナショナル・ボード・オブ・レビュー（National Board of Review of Motion Pictures、NBR）は、アメリカ合衆国の非営利団体。米国映画批評会議。
ナショナル・ボード・オブ・レビュー賞（National Board of Review Awards。NBR賞、米国映画批評会議賞とも。）を授与することで知られる。映画の普及促進に関する活動を行う各種団体としては、現存する世界最古の団体である。

## 概要
ナショナル・ボード・オブ・レビューは、映画教育プログラムの制作や、映画製作奨学金の給付など、映画の普及促進に関する活動を目的とする、民間人による非営利団体。また、例年、その年に公開されたアメリカ国内外の映画について、優秀な作品や優秀な俳優を顕彰する賞の授与も行う。

## 歴史

### 映画規制と自主的検閲
活動の拠点はニューヨークにある。映画が誕生した13年後の1909年に創立された。
団体結成のきっかけは、前年の1908年に、当時のニューヨーク市長が映画の上映を禁じたことによる。南北戦争時には将軍であった市長は、映画という新しいメディアが、市民のモラルを低下させると考えたのである。
この市長の動きに対して、表現の自由の制約に反対した劇場主や配給会社は、表現の自由を推し進める市民団体と共に、アメリカの「国民のための文化」としての映画の質を維持するため、国立映画調査委員会（National Board Committee)を結成した。
やがてこの委員会は、映画に対し政府から政治的な検閲を受けないようにするため、自主的な民間検閲団体として、新作映画の検閲に関して自律的に機能し始めた。1916年から1950年代までの間に公開された数千本の映画には、メインタイトルあるいはスタッフクレジットの下に「ナショナル・ボード・オブ・レビューを通過した(Passed by the National Board of Review)」という一文が入っている。これは、NBRによる自主的な検閲を受けたことを示している。このNBRの検閲機能は、その後別の機関MPAA（米国内のレイティングを決定する団体）に移され、現在に至っている。

### 映画賞の授与
検閲活動とは別に、NBRは1929年から、1年間のうちで質の高いベスト10の英語圏の映画とベスト1の外国語映画の選出を始め、そのうちベスト1の米国映画のみの選出と授賞式が現在でも行われている。これがナショナル・ボード・オブ・レビュー賞（National Board of Review Awards）あるいはNBR賞（NBR Awards）と呼ばれる映画賞である。この賞が映画史上に残った理由は、名作として名高い『市民ケーン』(1941年公開）に対して、その年唯一と言っていい、年間最優秀作品賞を授与したためである（他の受賞はニューヨーク映画批評家協会賞のみであった）。

### 機関誌の発行
1917年以降、名称を様々変えながらも、継続的に機関誌を発行している。現在は“Films in Review”誌となっており、映画製作や映画史と観客を取り持ち、あらゆる面で映画を育成させる役割を果たしている。投稿者の中には、アルフレッド・ヒッチコック、ハロルド・ロビンス、テネシー・ウィリアムズ、ウィリアム・サローヤン、パール・バックなどの著名人も含まれる。

## 現在の活動
非営利団体であるため、アメリカ国内外、芸術・娯楽を問わず、良質な映画をまったく独立して支援しているNGO組織である。
また、年間300本以上の映画、ケーブル用映画、ドキュメンタリー、外国語映画を審査し、この中から候補作を挙げて、最終的に会員の投票により、毎年12月初めに優秀作品を決定する。会員は、ほとんどがニューヨーク近辺の映画関係者、大学教授、教育者、学生、映画史家など、どちらかというとシネ・フィル的な人たちが多い。
現在、会議のメンバーは12名、会員は全体で150名程度である。
この賞の注目度が高いのは、長い歴史を誇る賞としての権威と共に、実質的にアカデミー賞の前哨戦となっているからである。

## ナショナル・ボード・オブ・レビュー賞の賞一覧
- 作品賞
- 監督賞
- 男優賞
- 女優賞
- 助演男優賞
- 助演女優賞
- キャスト賞
- 脚色賞
- オリジナル脚本賞
- 外国語映画賞
- アニメ映画賞
- ドキュメンタリー映画賞
- 功労賞